# Kevin Cooney
Kevin Cooney (Houston, 2 oktober 1945) is een Amerikaans acteur.

## Biografie
In de jaren tachtig woonde Cooney in New York en in 1991 verhuisde hij naar Los Angeles waar hij nu leeft met zijn vrouw Theresa Nelson die werkzaam als scenarioschrijfster en auteur is.
Cooney begon in 1975 met acteren in de film Attack on Terror: The FBI vs.the Ku Klux Klan. Hierna heeft hij in nog meer dan 110 films en televisieseries gespeeld, zoals Dead Poets Society (1989), Arctic Blue (1993), Clear and Present Danger (1994), Dead Man Walking (1995), Independence Day (1996), Con Air (1997), Austin Powers: The Spy Who Shagged Me (1999), Rules of Engagement (2000), Legally Blonde (2001), Austin Powers 3: Goldmember (2002), The Alibi (2006), Winged Creatures (2008) en Seven Pounds (2008). 

## Filmografie

### Films
Selectie:
- 2008 Seven Pounds – als administrateur in ziekenhuis
- 2008 The Haunting of Molly Hartley – als dr. Donaldson
- 2008 Winged Creatures – als Travis Carlson
- 2007 Charlie Wilson's War – als commissielid
- 2006 Good Cop, Bad Cop – als Jerry
- 2006 The Shaggy Dog – als dokter
- 2006 The Alibi – als Irving
- 2002 Austin Powers 3: Goldmember – als generaal Clark
- 2002 Windtalkers – als oordokter
- 2002 Path to War – als eerste journalist
- 2001 American Pie 2 – als dokter
- 2001 Legally Blonde – als hoofd van toelatingen
- 2000 Rules of Engagement – als generaal Laurie
- 1999 Austin Powers: The Spy Who Shagged Me – als NORAD-kolonel
- 1998 Bulworth – als Wilberforce
- 1998 Primary Colors – als Lawrence Harris
- 1997 Mad City – als schoolhoofd
- 1997 Con Air – als rechter
- 1996 Independence Day – als Atlantic Air CINC
- 1995 Dead Man Walking – als gouverneur Benedict
- 1994 Clear and Present Danger – als CIA-adviseur
- 1993 Arctic Blue – als Meyerling
- 1989 Blood Red – als burgemeester Riggs
- 1989 Dead Poets Society – als Joe Danburry
- 1981 Deadly Blessing – als sheriff

### Televisieseries
Selectie:
- 2004 – 2008 Boston Legal – als minister van justitie Smith – 2 afl.
- 2005 The Shield – als DEA-kapitein Lamberti – 2 afl.
- 2000 City of Angels – als advocaat van ziekenhuis – 2 afl.
- 2000 Roswell – als dr. Malcolm Margolin – 2 afl.
- 1997 Diagnosis Murder – als Edward Price – 2 afl.

- Library of Congress Control Number: no2010043766
- Virtual International Authority File: 108068959
- WorldCat: E39PBJvHhpPQX89DPyFDWXXKh3